# Luis Fernández
Luis Miguel Fernández Toledo, född 2 oktober 1959 i Tarifa, Spanien, är en fransk före detta professionell fotbollsspelare och -tränare.
Defensiv mittfältare i franska landslaget, där han under 1980-talet utgjorde en berömd kvartett tillsammans med Michel Platini, Alain Giresse och Jean Tigana. Han gjorde landslagsdebut mot Nederländerna den 10 november 1982, och blev europamästare på hemmaplan två år senare. Det blev ännu en mästerskapsmedalj, då Frankrike tog brons vid VM i Mexiko 1986. Fernandez avslutade landslagskarriären efter det, för fransk del, misslyckade EM-slutspelet i Sverige 1992. Han hade då spelat 60 landskamper och gjort sex mål.
Fernandez hade inlett sin professionella karriär i Paris Saint-Germain 1978. Med PSG blev det två segrar i franska cupen 1982 och 1983 samt ett ligamästerskap 1986. 1986–89 spelade han i Matra Racing, innan han bytte till AS Cannes, där han avslutade den aktiva karriären. Fernandez fortsatte som tränare i samma klubb säsongen 1993/94. Han har även varit tränare för Paris Saint-Germain (1994–96, 2000–03), Athletic Bilbao (1996–2000) och RCD Espanyol (2003–04). Med PSG vann han franska cupen och ligacupen 1995 samt Cupvinnarcupen 1996.

## Utmärkelser
- Riddare av Hederslegionen,  13 juli 2022[1]

[Redigera Wikidata]